# Lubomir Geraskov
Lubomir Geraskov (bulgariska: Любомир Стилянов Герасков), född den 27 december 1968 i Sofia, Bulgarien, är en bulgarisk gymnast.
Han tog OS-guld i bygelhäst i samband med de olympiska gymnastiktävlingarna 1988 i Seoul.